# Tim Deavin
Tim Deavin, född den 27 juli 1984 i Launceston, Australien, är en australisk landhockeyspelare.
Han tog OS-brons i herrarnas landhockeyturnering i samband med de olympiska landhockeytävlingarna 2012 i London.